# Кшиж (Лодзинське воєводство)
Кшиж (пол. Krzyż) — село в Польщі, у гміні Частари Верушовського повіту Лодзинського воєводства.
Населення — 320 осіб (2011).
У 1975-1998 роках село належало до Каліського воєводства.

## Демографія
Демографічна структура станом на 31 березня 2011 року:
|          | Загалом | Допрацездатний вік | Працездатний вік | Постпрацездатний вік |
| -------- | ------- | ------------------ | ---------------- | -------------------- |
| Чоловіки | 159     | 31                 | 112              | 16                   |
| Жінки    | 161     | 34                 | 91               | 36                   |
| Разом    | 320     | 65                 | 203              | 52                   |